# Park Narodowy Dorob
Park Narodowy Dorob (ang. Dorob National Park) – park narodowy położony w zachodniej Namibii. Został utworzony w dniu 01.12.2010 roku na terytorium zwanym wcześniej West Coast Recreation Area. 

## Lokalizacja
Park zajmuje nadmorską równinę, stanowiącą część pustyni Namib.
Leży na rozległych równinach pustyni Namib porośniętych porostami i mchami. Niezbędną wilgotność rośliny te czerpią ze skondensowanych gęstych mgieł. Ta specyficzna roślinność bardzo wolno rośnie i jest łatwo niszczona przez koła samochodów. 
Park rozciąga się w kierunku południowym od rzeki Ugap do północnej granicy  Parku Narodowego Namib-Naukluft z wyjątkiem wszystkich miast, kolei, dróg państwowych i prywatnych posiadłości. Zachodnią granicą Parku Narodowego Dorob są płytkie wody przybrzeżne Oceanu Atlantyckiego.
Nazwa Dorob pochodzi od lokalnego określenia "suchy ląd". Historia mówiona sięgająca wstecz do XVI wieku, przekazywana z pokolenia na pokolenie przez ludy pierwotnie zamieszkujące te tereny, głosi, że  miejsce to od Lüderitz i Walvis Bay aż po rzekę Kunene zwane było kiedyś Doro-IHub czyli "Suchy Ląd". 

## Historia
Środkowa część namibijskiego wybrzeża do niedawna była to bardzo niebezpiecznym miejscem dla żeglarzy. Do dzisiaj brzegi usiane są wręgami rozbitych statków i kośćmi zwierząt i ludzi. 
Współcześnie jest ważnym ośrodkiem turystyki z bardzo dobrze rozbudowaną infrastrukturą, przyciągającą tłumy lokalnych wczasowiczów i zagranicznych turystów dlatego nosił nazwę West Coast Recreation Area.

## Flora i fauna
Na Pustyni występuje wiele endemicznych zwierząt i roślin. Mokradła Zatoki Wielorybiej zyskały międzynarodową sławę dzięki wielkiej koncentracji flamingów, siewkowców i innych ptaków wodnych. Skaliste wybrzeża Oceanu Atlantyckiego zamieszkują kolonie uchatek karłowatych.
Występuje tutaj endemiczna roślina pustynna – welwiczja przedziwna.